# PAU!L
PAU!L was een amusementsprogramma van de Nederlandse publieke omroep, wat werd uitgezonden op Nederland 1 bij de VARA. Het programma startte op zaterdag 22 oktober 2011 en werd gepresenteerd door Paul de Leeuw.
PAU!L was voor Nederland 1 de nieuwe invulling van de zaterdagavond, waar De Leeuw in 2010 mee stopte na X De Leeuw. In het programma wilde De Leeuw zoals gewoonlijk zijn gasten sterk aan de tand voelen, maar gaf hij ook het publiek de kans van zich te laten horen. Als mensen met een pijnlijk verhaal zaten, een zogenoemd 'au!-moment', dan kon men de redactie mailen die dit zou behandelen. In De Kwis van het cabaretskwartet, bestaande uit Joep van Deudekom, Rob Urgert, Niels van der Laan en Jeroen Woe, moest Paul humoristische maar pijnlijke vragen voor zijn gasten wegspelen.
Eveneens was er een intermezzo, zoals eerder ook het geval was bij De Schreeuw van de Leeuw. In het eerste deel van het seizoen kwamen de bekende alterego's van De Leeuw, Bob en Annie de Rooij enkele malen in reportages voor in de rol van 'Henk en Ingrid', die bij allerlei evenementen opdoken. Door het matige succes van deze momentjes in het programma verdween het onderdeel al snel. Ook vroeg De Leeuw elke vrijdagochtend in het radioprogramma GIEL op 3FM aan luisteraars: Wat is jouw AU!-moment?
Na elke aflevering van PAU!L kon men op het internet ook nog PAU!L XL volgen. In PAU!L XL ging Paul de Leeuw nog 15 à 30 minuten met het programma door. PAU!L XL was echter niet op tv te zien.
Op zaterdag 3 december 2011 versloeg het programma met anderhalf miljoen kijkers voor het eerst de concurrentie, Ik hou van Holland, op RTL 4. Na de zomer keerde het programma terug met een nieuwe naam en een iets gewijzigd format: vanaf dat moment ging het programma door het leven als Langs de Leeuw.

## Terugkerende onderdelen
Het cabaret/De KwisJoep van Deudekom, Rob Urgert, Niels van der Laan en Jeroen Woe behandelen op satirische wijze 'De week die AU! deed'. Ze hebben enveloppen met een gênante vraag voor een van de gasten. Paul krijgt een aantal puzzels over de actualiteit voorgeschoteld. Door deze oplossen kan hij steeds een van de enveloppen wegspelen, wat inhoudt dat de gast de voor hem bestemde gênante vraag niet meer hoeft te beantwoorden.
Het kusje van Paulenkele mensen uit het publiek geven een goed doel aan dat wel een donatie kan gebruiken. De camera brengt telkens twee mensen uit het publiek in beeld die elkaar een kus moeten geven, hoe beter hoe meer geld Paul er voor uitlooft. Pauls gasten beslissen vervolgens welk 'doel' het eindbedrag mee naar huis mag nemen.
De vladiptwee personen worden aan de rand van een bak vol 'vla' geplaatst, wat in de regel gewoon water is. Paul stelt ze om beurten een vraag en bij elke fout beantwoorde vraag kantelt de desbetreffende persoon een eindje in richting van het water. Degene die drie keer een verkeerd antwoord geeft, belandt in de bak water.

## Afleveringen

### Seizoen 1
| Nr. | Datum            | Kijkcijfers | Gasten |
| --- | ---------------- | ----------- | --- |
| 1   | 22 oktober 2011  | 980.000     | Frans Bauer, Henk Bleker, Mies Bouwman, Koos Alberts, Britt Dekker, Nelli Cooman |
| 2   | 29 oktober 2011  | 862.000     | Angie Stone, Danny de Munk, Ranomi Kromowidjojo, Jeroen van der Boom, Gaston Starreveld |
| 3   | 5 november 2011  | 796.000     | Maria Mena, Isabelle Beernaert, Robert ten Brink |
| 4   | 12 november 2011 | 794.000     | Mitch Winehouse (vader van Amy Winehouse), Clairy Polak, Paskal Jakobsen, Chantal Janzen |
| 5   | 19 november 2011 | 711.000     | Waldemar Torenstra, Kees Jansma, Karen Damen, Josje Huisman, Kristel Verbeke, Wilfred Genee |
| 6   | 26 november 2011 | 1.030.000   | Rik Felderhof, Nick Schilder, Simon Keizer, Martine en Louise Fokkens, Gers Pardoel, Guus Meeuwis                                                                                              |
| 7*  | 3 december 2011  | 1.462.000   | Koen Dobbelaer als Bennie Stout, Bram van der Vlugt als Sinterklaas, Reinout Oerlemans, Robert de Hoog, Lucas en Arthur Jussen, Selah Sue                                                      |
| 8   | 10 december 2011 | 1.186.000   | Dione de Graaff, Jeroen van Koningsbrugge, Tijl Beckand, Dennis van de Ven, Paul Schulten, Toes Smit, Robert Kranenborg                                                                        |
| 9   | 17 december 2011 | 1.239.000   | Jim Bakkum, Jack van Gelder, Ali B, Jody Bernal, Rachel Traets |
| 10* | 24 december 2011 | 717.000     | Jetta Klijnsma, Bram van der Vlugt als de Kerstman, Gordon met Los Angeles: The Voices, Herman van der Zandt, Antoine Bodar                                                                    |
| 11* | 31 december 2011 | 1.191.000   | Cor Bakker met orkest, Margreet Dolman, Yuri van Gelder, Gerdi Verbeet, Adje, Miranda Middag                                                                                                   |
| 12* | 31 december 2011 | 1.134.000   | Cor Bakker met orkest, 3JS, Adje, Martine en Louise Fokkens, Geen familie, Dominee Gremdaat, Richard Groenendijk, Antonio en Fernando Lameirinhas, Gers Pardoel, William Spaaij, Gerdi Verbeet |
| 13  | 14 januari 2012  | 1.164.000   | Jan Smit, Marco Kroon, Elle van Rijn, Kees Tol, Kleintje Pils |
| 14  | 21 januari 2012  | 1.430.000   | Johnny de Mol, Epke Zonderland en zijn oom Epke Zonderland, Erica Terpstra, Justine Pelmelay, Marcel de Groot, Xander de Buisonjé                                                              |
| 15  | 28 januari 2012  | 1.163.000   | Sipke Jan Bousema, Job Cohen, Hans Kazàn met zonen Steven, Oscar en Renzo en Maartje van Olst, Catherine Keyl, Richard Krajicek, Monique van de Ven                                            |

* Afl. 7 en 10 werden respectievelijk uitgezonden onder de titel PAU!L & Sint! en PAU!L & Kerst! Afl. 11 en 12 staan in het teken van oud en nieuw en werden uitgezonden onder de titel PAU!L & Nieuw!

### Seizoen 2
| Nr. | Datum         | Kijkcijfers | Gasten |
| --- | ------------- | ----------- | --- |
| 1   | 31 maart 2012 | 920.000     | Ilse DeLange, Emile Roemer, Brigitte Kaandorp, Gerda Havertong, Jamai Loman, Richard Groenendijk, Guus Meeuwis                              |
| 2   | 7 april 2012  | 1.126.000   | Simone Kleinsma, Eelco Bosch van Rosenthal, Lieke van Lexmond, Katie Melua, Lange Frans                                                     |
| 3   | 14 april 2012 | 908.000     | De Toppers, Ewout Genemans, Loes Luca, Marieke de Vries                                                                                     |
| 4   | 21 april 2012 | 1.236.000   | Bridget Maasland, Jetty Mathurin, Roel van Velzen, Bert Visscher                                                                            |
| 5   | 28 april 2012 | 1.094.000   | Hetty Blok, Ineke van Gent, Michael Kiwanuka, Irene Moors, Toine van Peperstraten, David Walliams                                           |
| 6   | 5 mei 2012    | 1.218.000   | Giel Beelen, Lobke Berkhout, Dorian van Rijsselberghe, Jason Mraz, Frits Wester, Yes-R                                                      |
| 7   | 12 mei 2012   | 1.243.000   | Leontine Borsato, Frank Brinkhaus en Jos Sloot (Boer zoekt vrouw), Paulien Cornelisse, Sybrand van Haersma Buma, Corry Konings, Emeli Sandé |
| 8   | 19 mei 2012   | 808.000     | Najib Amhali, Yorick de Bruijn, Tofik Dibi, Ilse DeLange, Humberto Tan                                                                      |
| 9   | 27 mei 2012   | 789.000     | Carlo Boszhard, Charlotte Sophie Heitinga, Ted van Lieshout, Danny de Munk, Gers Pardoel                                                    |

12 steden, 13 ongelukken · Alles draait om geld · Bergen Binnen · Büch's Boeken · Buitenhof ** · Bureau Kruislaan · Cabaret & Co · Comedytrain presenteert · Deadline · Dr. Ellen · Ernstige Delicten · Factor Giel · Gebak van Krul · GIEL · Herexamen · Hoe bestaat het · Hof van Joosten · Hollands Hoop · In goed gezelschap · Is dat eigenlijk wel zo? · Jules Unlimited · Kanniewaarzijn · Kassa · Kassa 3 · Kinderen geen bezwaar · Kinderen voor Kinderen · Kopspijkers · Kun je het al zien? · Het Lagerhuis · Langs de Leeuw · Langs Sint en De Leeuw · De leugen regeert · Lieve Paul · Lieve Paul & Sint · MaDiWoDoVrijdagshow · De Mega Mike & Mega Thomas Show · Mooi! Weer De Leeuw · Mooi! Weer de Sint · Nieuwslicht · NOVA * · Oppassen!!! · Overspel · Panache · PAU!L · PAU!L en Sint! · Pauls Kadoshow · Pauls Puber Kookshow · Pauw & Witteman · Per Seconde Wijzer · Sint & De Leeuw · Shouf Shouf! · The Sopranos · Stellenbosch ** · Studio Spaan · Thank God It's Friday · Twee voor twaalf · Unit 13 · De verrukkelijke 85 · Vroege Vogels TV · Vuurzee · Waltz ** · De Wereld Draait Door · De wereld van Boudewijn Büch · Wie steelt mijn show? · X De Leeuw · Zembla

*: In samenwerking met NPS en NOS     **: In samenwerking met AVROTROS en VPRO